# 奥野僚右
奥野 僚右（おくの りょうすけ、1968年11月13日 - ）は京都府京都市上京区出身の元サッカー選手(DF)、サッカー指導者（JFA 公認S級コーチ）。

## 来歴・人物
90年代の鹿島アントラーズを支えた一人。93年に鹿島に加入すると、開幕スタメンに輝き、大野俊三とのコンビで活躍。上背はないが、読みと指示能力に優れたポジショニングで、カバーリングにも優れていたスイーパーだが、怪我により、サントリーシリーズ途中からは杉山誠が代わりに出ていた。
その後はフィジカル・ヘディングの強いストッパータイプの秋田豊とのセンターバックコンビを組んだ。
Jリーグで通算231試合の出場を記録。2002年からザスパ草津（現：ザスパクサツ群馬）に選手兼任監督として移籍、チームを群馬県リーグ1部から日本フットボールリーグに昇格させた。その功績を称えて背番号31番は永久欠番となっている。
2012年11月、プロ野球球団の北海道日本ハムファイターズがドラフト1位指名した大谷翔平（花巻東高）と入団交渉した際、提示した資料「夢への道しるべ～日本スポーツにおける若年期海外進出の考察～」に、資料作成協力者として、日本ハム球団ホームページ内の資料に名前が記載されている。
2012年よりモンテディオ山形のトップチーム監督に就任。2013年限りで退任した。
2019年12月17日、17年ぶりに群馬の監督に復帰すると発表された。同年12月、最終順位こそ20位ながらも当月を4勝1分無敗で終えたとして、J2の月間優秀監督賞に選出された。
2021年7月5日　4勝5分12敗（20位）の降格圏でシーズンを折り返した時点でクラブより解任が発表され、後任には久藤清一ヘッドコーチの就任が発表された。
同年8月6日、鹿島アントラーズのコーチに就任したが、同年12月に退任した。

## 所属クラブ
- 京都紫光クラブ
- 京都市立上京中学校
- 京都府立山城高校
- 早稲田大学
- 1993年 - 1999年  鹿島アントラーズ
- 2000年  川崎フロンターレ
- 2001年  サンフレッチェ広島
- 2002年 - 2003年  ザスパ草津

## 個人成績
| 国内大会個人成績 | 国内大会個人成績 | 国内大会個人成績 | 国内大会個人成績 | 国内大会個人成績 | 国内大会個人成績 | 国内大会個人成績 | 国内大会個人成績 | 国内大会個人成績 | 国内大会個人成績 | 国内大会個人成績 | 国内大会個人成績 |
| 年度             | クラブ           | 背番号           | リーグ           | リーグ戦         | リーグ戦         | リーグ杯         | リーグ杯         | オープン杯       | オープン杯       | 期間通算         | 期間通算         |
| 年度             | クラブ           | 背番号           | リーグ           | 出場             | 得点             | 出場             | 得点             | 出場             | 得点             | 出場             | 得点             |
| 日本             | 日本             | 日本             | 日本             | リーグ戦         | リーグ戦         | リーグ杯         | リーグ杯         | 天皇杯           | 天皇杯           | 期間通算         | 期間通算         |
| ---------------- | ---------------- | ---------------- | ---------------- | ---------------- | ---------------- | ---------------- | ---------------- | ---------------- | ---------------- | ---------------- | ---------------- |
| 1993             | 鹿島             | -                | J                | 11               | 0                | 6                | 0                | 5                | 1                | 22               | 1                |
| 1994             | 鹿島             | -                | J                | 26               | 0                | 0                | 0                | 1                | 0                | 27               | 0                |
| 1995             | 鹿島             | -                | J                | 40               | 1                | -                | -                | 4                | 0                | 44               | 1                |
| 1996             | 鹿島             | -                | J                | 29               | 0                | 3                | 0                | 3                | 0                | 35               | 0                |
| 1997             | 鹿島             | 4                | J                | 32               | 0                | 12               | 0                | 4                | 0                | 48               | 0                |
| 1998             | 鹿島             | 4                | J                | 29               | 0                | 5                | 0                | 0                | 0                | 34               | 0                |
| 1999             | 鹿島             | 4                | J1               | 18               | 0                | 4                | 0                | 0                | 0                | 22               | 0                |
| 2000             | 川崎             | 4                | J1               | 25               | 0                | 7                | 0                | 1                | 0                | 33               | 0                |
| 2001             | 広島             | 6                | J1               | 21               | 1                | 4                | 0                | 0                | 0                | 25               | 1                |
| 2002             | 草津             | 31               | 群馬県1部        |                  |                  | -                | -                |                  |                  |                  |                  |
| 2003             | 草津             | 31               | 関東2部          | 21               | 0                | -                | -                |                  |                  |                  |                  |
| 通算             | 日本             | 日本             | J1               | 231              | 2                | 41               | 0                | 18               | 0                | 290              | 2                |
| 通算             | 日本             | 日本             | 関東2部          | 21               | 0                | -                | -                |                  |                  |                  |                  |
| 通算             | 日本             | 日本             | 群馬県1部        |                  |                  | -                | -                |                  |                  |                  |                  |
| 総通算           | 総通算           | 総通算           | 総通算           |                  |                  | 41               | 0                |                  |                  |                  |                  |

その他の公式戦
- 1993年
  - Jリーグチャンピオンシップ 1試合0得点
- 1996年
  - サントリーカップ 2試合0得点
- 1997年
  - スーパーカップ 1試合0得点
  - Jリーグチャンピオンシップ 2試合0得点
- 1998年
  - スーパーカップ 1試合0得点
- 1999年
  - スーパーカップ 1試合0得点

国際公式戦
- 1997年
  - アジアクラブ選手権 6試合0得点
- 1999年
  - アジアカップウィナーズカップ 3試合0得点

## 指導歴
- 2002年 - 2003年 ザスパ草津 監督 (選手兼任)
- 2004年 - 2011年 鹿島アントラーズ コーチ
  - 2004年 JFA 公認B級コーチ ライセンス取得
  - 2006年 JFA 公認S級コーチ ライセンス取得
- 2012年 - 2013年 モンテディオ山形 監督
- 2015年 - 2016年 和魂サッカースクール代表・コーチ
- 2017年 - 2018年 アビスパ福岡 コーチ
- 2019年 JFAナショナルトレセンコーチ
- 2020年 - 2021年7月 ザスパクサツ群馬 監督
- 2021年8月 - 同年12月 鹿島アントラーズ コーチ

## 監督成績
| 年度 | 所属 | クラブ | リーグ戦 | リーグ戦 | リーグ戦 | リーグ戦 | リーグ戦 | リーグ戦 | カップ戦      | カップ戦 |
| 年度 | 所属 | クラブ | 順位     | 勝点     | 試合     | 勝       | 分       | 敗       | Jリーグカップ | 天皇杯   |
| ---- | ---- | ------ | -------- | -------- | -------- | -------- | -------- | -------- | ------------- | -------- |
| 2012 | J2   | 山形   | 10位     | 61       | 42       | 16       | 13       | 13       | -             | 3回戦    |
| 2013 | J2   | 山形   | 10位     | 59       | 42       | 16       | 11       | 15       | -             | 4回戦    |
| 2020 | J2   | 群馬   | 20位     | 49       | 42       | 15       | 4        | 23       | -             | 不参加   |
| 2021 | J2   | 群馬   | 20位     | 17       | 21       | 4        | 5        | 12       | -             | -        |